# 磯浜町
磯浜町（いそはままち）は茨城県東茨城郡にかつて存在した町である。

## 地理
- 現在の大洗町の北部に位置する。
- 町は太平洋に面し、那珂川が涸沼川と合流する河口に位置する。

## 歴史

### 村域の変遷
- 1889年（明治22年）4月1日 - 町村制施行により、磯浜村が単独で町制施行し東茨城郡磯浜町が発足。
- 1954年（昭和29年）11月3日 - 磯浜町は大貫町と合併し大洗町が発足。磯浜町は消滅。

変遷表
| 1868年 以前 | 1868年 以前 | 明治22年 4月1日 | 昭和29年 11月3日 | 現在   |
| ----------- | ----------- | --------------- | ---------------- | ------ |
|             | 磯浜村      | 磯浜町          | 大洗町           | 大洗町 |

## 人口・世帯

### 人口
総数 [単位： 人]
| 1891年（明治24年） | 9,409  |
| 1920年（大正 9年） | 10,534 |
| 1935年（昭和10年） | 11,724 |
| 1950年（昭和25年） | 15,586 |

### 世帯
総数 [単位： 世帯]
| 1920年（大正 9年） | 2,594 |
| 1935年（昭和10年） | 2,660 |
| 1950年（昭和25年） | 3,325 |

## 交通

### 鉄道
- 茨城交通
  - 水浜線（1966年6月1日に廃止）
    - 磯浜駅 - （大貫駅） - 曲松駅 - 仲町駅 - 東光台駅 - 大洗駅 - 祝町駅 - 願入寺入口駅 - 海門橋駅

### 道路
- 二級国道
  - 国道123号（後の国道51号）